# Grand Prix SAR La Princesse Lalla Meryem 2007
Il Grand Prix SAR La Princesse Lalla Meryem 2007 è stato un torneo di tennis giocato sulla terra rossa.
È stata la 7ª edizione del Grand Prix SAR La Princesse Lalla Meryem, che fa parte della categoria Tier IV nell'ambito del WTA Tour 2007.
Si è giocato a Fès in Marocco, dal 14 al 20 maggio 2007.

## Campioni

### Singolare
Milagros Sequera ha battuto in finale  Aleksandra Wozniak con il punteggio di 6–1, 6–3

### Doppio
Vania King /  Sania Mirza hanno battuto in finale  Andreea Ehritt-Vanc /  Anastasija Rodionova con il punteggio di 6–1, 6–2